# Бенедетти, Джамбатиста
Джамбати́ста Бенеде́тти (14 августа 1530, Венеция — 20 января 1590, Турин) — выдающийся итальянский механик, математик, астроном, теоретик музыки. Считается одним из предшественников Галилея в построении классической механики.

## Биография
Родился 14 августа 1530 года в Венеции. Отцом Бенедетти был венецианский аристократ, испанец по национальности. Отец же и стал его первым учителем в области математики и философии. В 1546—1548 годах Бенедетти учился у знаменитого математика Никколо Тартальи, под руководством которого он изучал «Начала» Евклида. В 1558 году Бенедетти получил должность придворного математика при дворе герцога Оттавио Фарнезе в Парме. В 1567 году герцог Савойский Эммануил Филиберт пригласил Бенедетти в Турин. В обязанности Бенедетти входило составление астрологических прогнозов, обучение математики и музыки, а также руководство постройкой фонтанов и усовершенствование военных укреплений. На основании астрологического прогноза Бенедетти предсказал свою смерть в 1592 году. В действительности он умер в 1590 году. На смертном одре Бенедетти предположил, что ошибка в датировке смерти вызвана четырехминутной ошибкой в данных, времени его появления на свет.

## Механика
В трактатах Resolutio omnium Euclidis problematum (1553 г.) и Demonstratio proportionum motuum localium (1554 г.), Бенедетти заложил основы новых представлений о свободном падении. В то время доминировала точка зрения Аристотеля, что скорость падающего тела прямо пропорциональна весу тела и обратно пропорциональна плотности среды, в которой совершается падение. Согласно точке зрения Бенедетти, скорость падения зависит только от разности между плотностью тела и плотностью среды. Таким образом, тела разной массы, но одинаковой плотности должны падать одинаково быстро, однако, в отличие от современной точки зрения, в пустоте тела с разной плотностью должны падать с разными скоростями.
Во втором издании трактата Demonstratio (1554 г.) и в позднем трактате Diversarum speculationum mathematicarum et physicarum liber (1585 г.) он расширил эту теорию, включив в неё эффект сопротивления среды, который по его мнению пропорционален поперечному сечению или площади поверхности тела. Таким образом, два объекта из одного материала, но с разными площадями поверхности могли бы падать с одинаковыми скоростями только в вакууме. Во второй из этих работ он также поддержал теорию импетуса.
Иногда высказывается предположение, что первоначальные, юношеские взгляды на свободное падение Галилея (выраженные в неопубликованном трактате De motu) были заимствованы из работ Бенедетти.

## Акустика и теория музыки
В письме к Чиприано де Роре (около 1563 г.) Бенедетти предложил новую теорию консонанса, основанную на предположении, что звук вызывается вибрациями воздуха.

## Космология и астрономия
Джамбатиста Бенедетти был одним из первых учёных, поддержавших гелиоцентрическую систему мира Коперника. В работе Различные математические и физические рассуждения (Diversarum speculationum mathematicarum et physicarum liber, 1585 г.) он писал:
Ибо если мы пожелаем рассмотреть суточное вращение согласно общепринятой точки зрения, мы найдем с помощью вычислений, что Луна в квадратурах с Солнцем […] движется со скоростью примерно 500 итальянских миль в минуту, а когда Луна находится в оппозиции или в конъюнкции с Солнцем, она движется со скоростью около 1000 итальянских миль в минуту […] Но эта трудность не встречается в красивой системе Аристарха Самосского, которая была столь божественно изложена Николаем Коперником.
В том же сочинении Бенедетти утверждал, что другие планеты Солнечной системы по своей физической природе сходны с Землёй и населены разумными живыми существами.
В частных письмах Бенедетти выражал мнение о бесконечности Вселенной. В отличие от Джордано Бруно он, однако, считал, что Вселенная имеет центр — точку, где находится Солнце.
Кроме того, Бенедетти занимался астрономическими наблюдениями, работал над реформой календаря, занимался усовершенствованием солнечных часов. Он предложил правильное объяснение красного цвета Луны во время полных лунных затмений: по его мнению, это явление объясняется преломлением солнечного света в земной атмосфере.
Большое внимание Бенедетти уделял астрологии, которая в значительной мере была источником его заработка.